# Platonia esculenta
Platonia esculenta är en tvåhjärtbladig växtart som först beskrevs av Manoel Arruda da Cámara, och fick sitt nu gällande namn av Harold William Rickett och Stafleu. Platonia esculenta ingår i släktet Platonia och familjen Clusiaceae. Inga underarter finns listade i Catalogue of Life.

## Bildgalleri

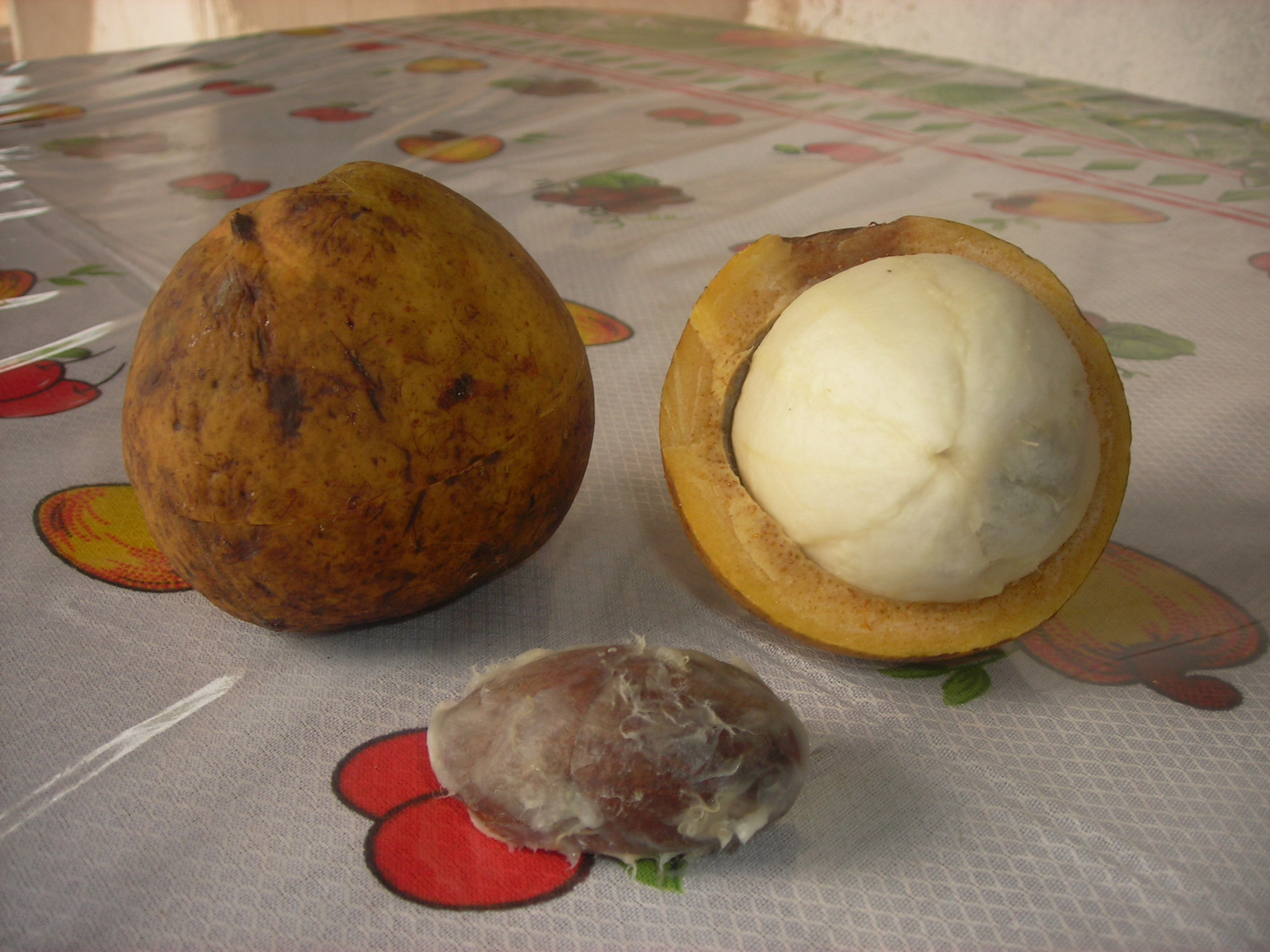
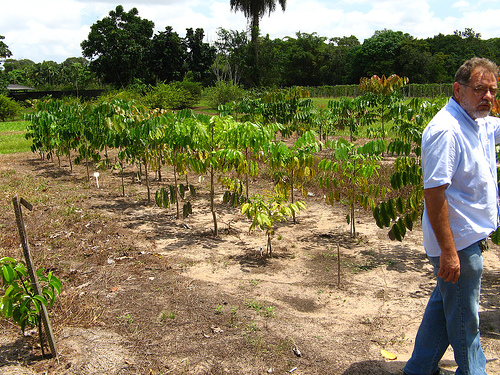
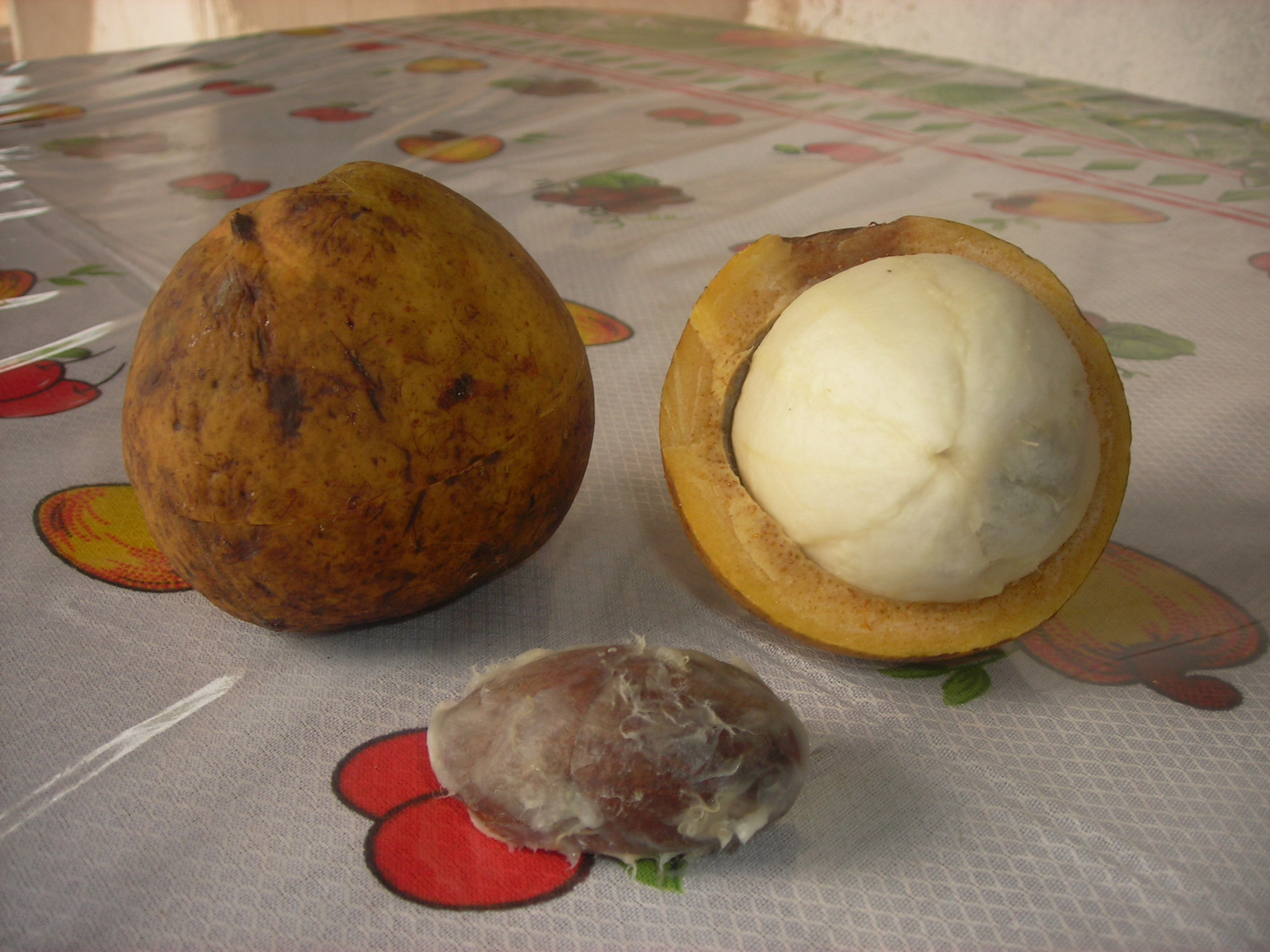
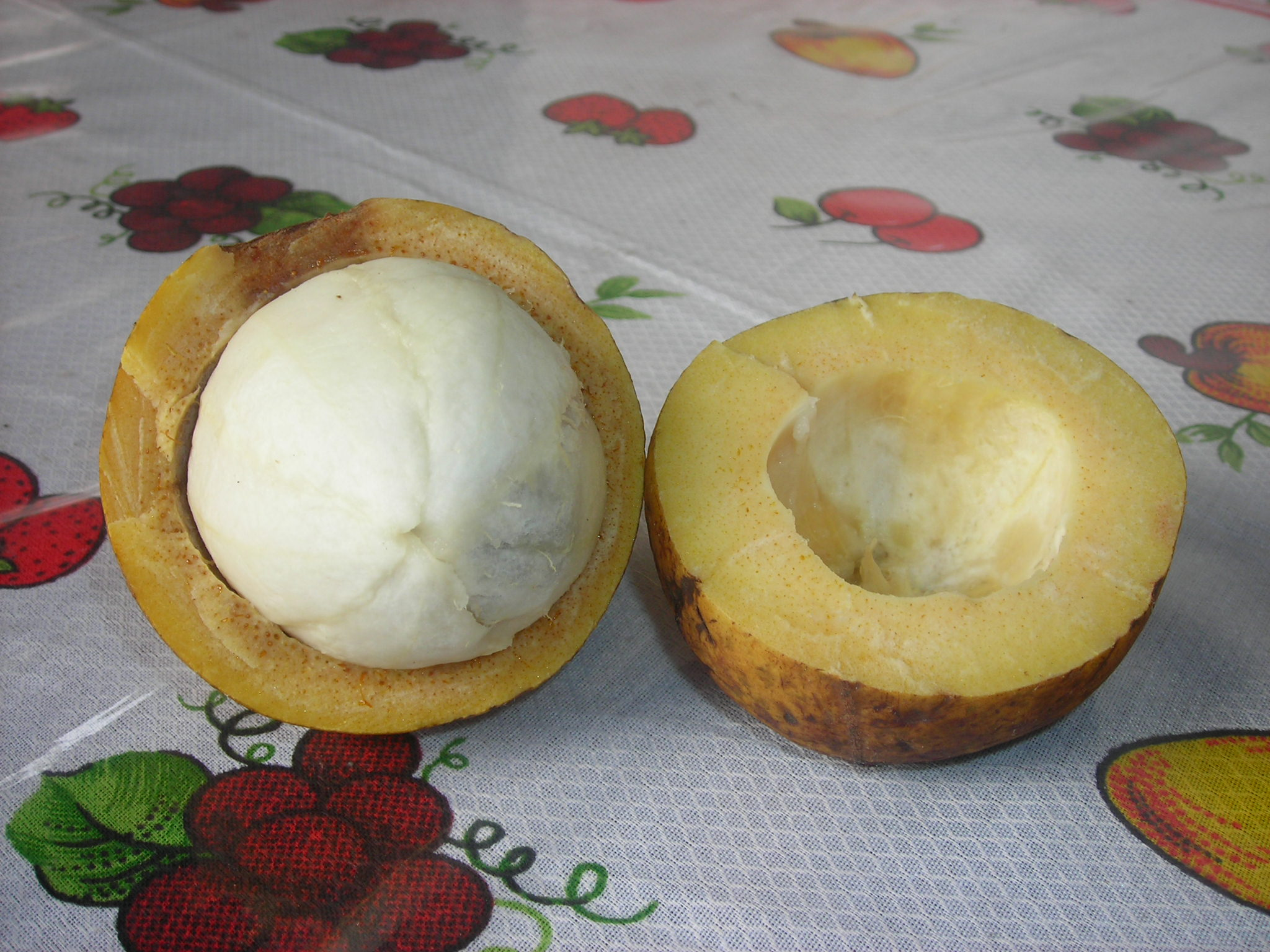
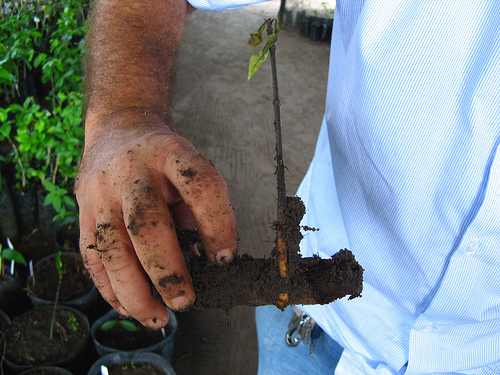